# Nazionale maschile di hockey su prato di Singapore
La nazionale di hockey su prato di Singapore è la squadra di hockey su prato rappresentativa di Singapore.

## Partecipazioni

### Mondiali
- 1971-2006 – non partecipa

### Olimpiadi
- 1908–1952 - non partecipa
- 1956 - 8º posto
- 1960-2008 - non partecipa

### Champions Trophy
- 1978–2008 – non partecipa

### Hockey Asia Cup
- 1982 - ?
- 1985 - ?
- 1989 - ?
- 1994 - ?
- 1999 - ?
- 2003 - ?
- 2007 - 10º posto